# Sèkèrè
Sèkèrè è un arrondissement del Benin situato nella città di Sinendé (dipartimento di Borgou) con 17.036 abitanti (dato 2006).